# Palmas Arborea
Palmas Arborea är en ort och kommun i provinsen Oristano i regionen Sardinien i Italien. Kommunen hade 1 523 invånare (2017).